# Тест отношения правдоподобия
Тест отноше́ния правдоподо́бия (англ. likelihood ratio test, LR) — статистический тест, используемый для проверки ограничений на параметры статистических моделей, оценённых на основе выборочных данных. Является одним из трёх базовых тестов проверки ограничений наряду с тестом множителей Лагранжа и тестом Вальда.

## Сущность и процедура теста
Пусть имеется эконометрическая модель с вектором параметров {\displaystyle b}. Необходимо проверить по выборочным данным гипотезу {\displaystyle H_{0}\colon ~g(b)=0}, где {\displaystyle g} — совокупность (вектор) некоторых функций параметров. Идея теста основана на сравнении функций правдоподобия для длинной модели (без ограничений) и короткой модели (с ограничениями). Оказывается, что следующая простая статистика отношения правдоподобия
{\displaystyle LR=2(l_{L}-l_{S})=2\ln {\frac {L_{L}}{L_{S}}},}
где {\displaystyle l_{L},~l_{S}} — значения логарифмической функции правдоподобия длинной и короткой моделей, соответственно, при нулевой гипотезе имеет (возможно асимптотически) распределение {\displaystyle \chi ^{2}(q)} — распределение хи-квадрат с {\displaystyle q} степенями свободы, где {\displaystyle q} — это количество ограничений. Поэтому, если значение статистики больше критического значения этого распределения при заданном уровне значимости, то ограничения отвергаются, и предпочтение отдаётся длинной модели. В противном случае предпочтение отдаётся короткой модели.

## Частный случай
В случае, если случайные ошибки модели являются {\displaystyle iid\;N(0,\sigma ^{2})}, то можно показать, что
{\displaystyle LR=n\ln {\frac {ESS_{S}}{ESS_{L}}}.}
В частности, при проверке значимости регрессии {\displaystyle ESS_{S}=TSS}, следовательно
{\displaystyle LR=n\ln {\frac {TSS}{ESS}}=n\ln {\frac {1}{1-R^{2}}}=-n\ln(1-R^{2}).}

## Взаимосвязь с другими тестами
Доказано, что тест Вальда (W), тест отношения правдоподобия (LR) и тест множителей Лагранжа (LM) — асимптотически эквивалентные тесты (LM = LR = W). Тем не менее, для конечных выборок значения статистик не совпадают. Для линейных ограничений доказано неравенство {\displaystyle LM\leqslant LR\leqslant W}. Тем самым тест отношения правдоподобия занимает некоторое среднее положение по частоте отвержения нулевой гипотезы по сравнению с тестами множителей Лагранжа и тестом Вальда. В случае нелинейных ограничений первая часть неравенства выполняется, а вторая — вообще говоря, нет.
Вместо LR-теста можно проводить асимптотический F-тест, статистика которого выражается через LR-статистику следующим образом {\displaystyle F={\frac {n-k}{q}}(e^{LR/n}-1)}.